# Ivan Korčok
Ivan Korčok (Besztercebánya, 1964. április 4. –) szlovák diplomata és politikus. 2020 áprilisától 2022 szeptemberéig (rövid megszakítással) Szlovákia külügyminisztere volt Igor Matovič és Eduard Heger kormányában. Ezt megelőzően Szlovákia washingtoni nagyköveteként szolgált, valamint a szlovák Külügyminisztérium államtitkára volt.
2020 márciusában a Szabadság és Szolidaritás párt jelöltjeként külügyminiszternek javasolták, majd 2020. április 8-án Zuzana Čaputová, Szlovákia elnöke nevezte ki külügyminiszternek. 2021. március 25-én lemondott, a külügyminiszteri tisztségre ideiglenesen Jaroslav Naď akkori védelmi minisztert nevezték ki. A külügyminiszteri posztra azonban néhány nappal később visszatért, ugyanis Eduard Heger április 1-jén megalakult kormányában ismét külügyminiszter lett. 2022. szeptember 13-án ismét lemondott a külügyminiszteri tisztségről, pozícióját Rastislav Káčer vette át.
2023. augusztus 30-án bejelentette, hogy indul a 2024-es szlovákiai elnökválasztáson. Az elnökválasztáson független jelöltként indult, de őt támogatta a Most–Híd, a Progresszív Szlovákia (PS), a Kereszténydemokrata Mozgalom (KDH), a Szabadság és Szolidaritás (SASKA), a Demokraták (Demokrati), a Kékek – Európai Szlovákia (MODRÍ – ES), a Polgári Konzervatív Párt (OKS), a Szlovákia Polgári Demokratái (ODS), Demokrata Párt (DS) és a Változás Alulról (Zmena zdola) párt is.

## Élete
A pozsonyi Bilíkova Gimnáziumban érettségizett. 1987-ben végzett a Pozsonyi Közgazdaságtudományi Egyetem Üzleti Karán, majd 1995-ben fejezte be posztgraduális tanulmányait a pozsonyi Comenius Egyetem Nemzetközi Kapcsolatok Intézetében.
Felesége Soňa Korčoková, akivel 1988-ban házasodtak össze, és két közös fiúgyermekük van. Szencen élnek.

## Diplomataként
1992-től a szlovák Külügyminisztériumban dolgozott, 1993-tól 1996-ig a németországi Bonnban a nagykövet másodtitkára volt. 1996-tól 1997-ig a Külügyminisztérium szóvivője, 1997-től 1998-ig az Elemzési és Tervezési Főosztályon dolgozott. 1998 és 1999 között a svájci nagykövetségen dolgozott tanácsadóként és ügyvivőként. 1999 és 2001 között a szlovák NATO-misszió képviselője volt. 2001 és 2002 között ismét a Külügyminisztériumban dolgozott, a Nemzetközi Szervezetek és Biztonságpolitikai Osztály főigazgatójaként.
2002-től 2005-ig a Külügyminisztérium államtitkára, egyúttal 2002-től 2003-ig az Európai Konvent tagja, 2003-ban pedig a NATO-csatlakozási tárgyalási delegáció vezetője volt Eduard Kukan külügyminisztersége alatt.

### Szlovák nagykövetként
2005 és 2009 között Szlovákia berlini nagykövete volt. Elődje Ján Foltín volt 1998-tól 2005-ig, utódja pedig Igor Slobodník volt 2010-től 2015-ig. Ezt követően 2009-től 2015-ig Szlovákia állandó képviselője az Európai Unióban. 2015 és 2017 között a Szlovák Köztársaság kormányának meghatalmazottja volt a Szlovák Köztársaság EU Tanácsában való elnökségéért, 2016 és 2017 között miniszteri küldöttnek volt Szlovákia képviseletére az Európai Unió Tanácsa elnökségének gyakorlásában. Az Európai Unió Tanácsának elnökségének gyakorlása. 2015-től 2018 augusztusáig a Külügyminisztérium államtitkára is volt. A külügyminiszter ekkor a smeres Miroslav Lajčák volt, Korčok azonban nem vett részt a Smer pártpolitikájában.
Andrej Kiska akkori szlovák államfő 2018. augusztus 28-án nevezte ki washingtoni nagykövetnek. Szeptember 17-én Korčokot Donald Trump akkori amerikai elnök fogadta. Ivan Korčok Szlovákia hetedik washingtoni nagykövete volt, elődje 2012-től Peter Kmec volt.
2020 októberében külügyminiszterként bejelentette, hogy Radovan Javorčík, Szlovákia korábbi NATO-nagykövete lesz az új nagykövet.

## Külügyminiszterként

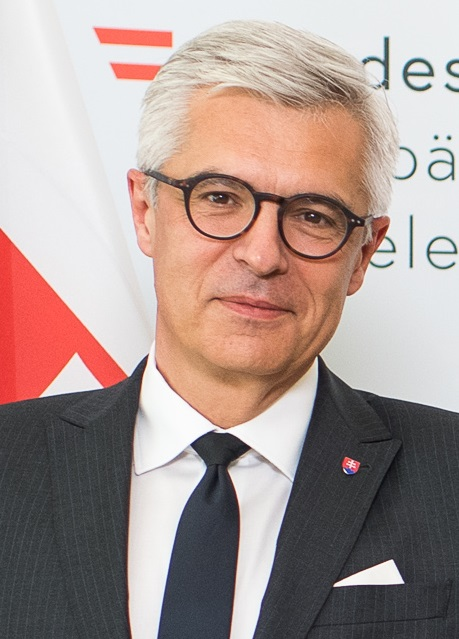
Ivan Korčok 2020 júliusában, külügyminiszterként tett bécsi látogatásán

A 2020-as szlovákiai parlamenti választás után az Szabadság és Szolidaritás párt külügyminiszteri posztra jelölte. Korčok külügyminisztereli kinevezése csúszott, mivel az Egyesült Államokból frissen hazatérve a Covid19-világjárvány miatt 14 napot kötelező karanténban kellett töltenie, emiatt nem vehette át a Matovič-kormány megalakulásával együtt rögtön a külügyminiszteri megbízatását. A kormány március 21-én alakult meg, Korčok viszont csak április 8-án lépett hivatalba, addig ideiglenesen Richard Sulík töltötte be a külügyminiszteri posztot.
2021. március 25-én lemondott, a külügyminiszteri tisztségre ideiglenesen Jaroslav Naď akkori védelmi minisztert nevezték ki. A külügyminiszteri posztra azonban néhány nappal ezután visszatért, ugyanis Eduard Heger április 1-jén megalakult kormányában ismét megkapta a külügyminiszteri tisztséget.

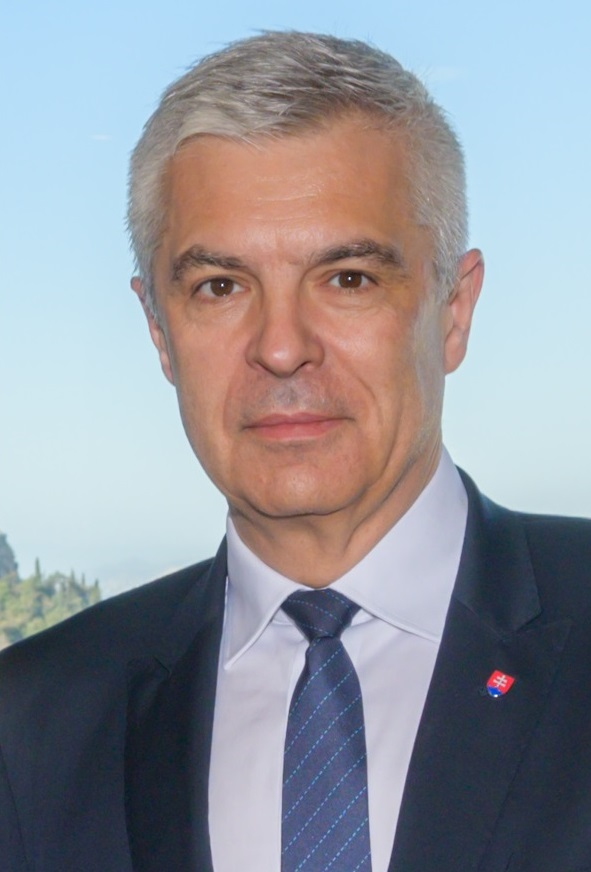
2022-ben

A 2020–2023-as kormányzati ciklus második koalíciós válsága idején, 2022-ben kiállt az őt jelölő Szabadság és Szolidaritás párt mellett, és Mária Kolíkovával, Richard Sulíkkal és Branislav Gröhlinggel együtt benyújtotta lemondását, amit Zuzana Čaputová államfő elfogadott és Rastislav Káčert nevezte ki a külügyminiszteri posztra. Mivel Korčoknak nem volt kihasználatlan mandátuma a Nemzeti Tanácsban, így nem lett parlamenti képviselő.

## Elnökjelöltsége
2023-ban még mielőtt Zuzana Čaputová hivatalban lévő elnök úgy döntött, hogy nem indul a 2024-es szlovákiai elnökválasztáson, Ivan Korčok azt mondta, hogy nem indulna az elnökválasztáson, ha Zuzana Čaputová újra elindulna az elnökségért. Miután Zuzana Čaputová bejelentette, hogy nem indul közelgő elnökválasztáson, Ivan Korčok közölte, hogy fontolóra veszi az elnökválasztáson való indulást. Végül 2023. augusztus 30-án bejelentette, hogy indul az elnökválasztáson. Független jelöltként indult, de őt támogatta a Most–Híd, a Progresszív Szlovákia (PS), a Kereszténydemokrata Mozgalom (KDH), a Szabadság és Szolidaritás (SASKA), a Demokraták (Demokrati), a Kékek – Európai Szlovákia (MODRÍ – ES), a Polgári Konzervatív Párt (OKS), a Szlovákia Polgári Demokratái (ODS), a Demokrata Párt (DS) és a Változás Alulról (Zmena zdola) párt is.

## Fordítás
Ez a szócikk részben vagy egészben  az   Ivan Korčok című szlovák Wikipédia-szócikk ezen változatának fordításán alapul.  Az eredeti cikk szerkesztőit annak laptörténete sorolja fel. Ez a jelzés csupán a megfogalmazás eredetét és a szerzői jogokat jelzi, nem szolgál a cikkben szereplő információk forrásmegjelöléseként.